# Métlaoui (délégation)
Métlaoui est une délégation tunisienne dépendant du gouvernorat de Gafsa.
En 2004, elle compte 38 938 habitants dont 19 445 hommes et 19 493 femmes répartis dans 8 025 ménages et 8 805 logements.